# Cadeia de caracteres de conexão
Em computação, uma cadeia de caracteres de conexão, ou string de conexão, é uma cadeia de caracteres que especifica informações sobre uma fonte de dados e os meios de conexão com ela. É passado o código para um controlador (driver) ou provedor subjacente com o objetivo de se iniciar a conexão. Apesar de comumente ser usado para conexão de banco de dados, a fonte de dados também pode ser uma planilha eletrônica ou um arquivo de texto.
A cadeia de caracteres de conexão pode incluir atributos como o nome do controlador (driver), servidor e banco de dados, bem como informações de segurança como nome de usuário e senha.

## Exemplos
Este exemplo mostra uma cadeia de caracteres de conexão Postgres para conectar com wikipedia.com com SSL e um timeout de conexão de 180 segundos:

DRIVER={PostgreSQL Unicode};SERVER=www.wikipedia.com;SSL=true;SSLMode=require;DATABASE=wiki;UID=wikiuser;Connect Timeout=180;PWD=ashiknoor

Usuários do banco de dados Oracle podem especificar cadeias de caractere de conexão:
- na linha de comando (como em: sqlplus scott/tiger@connection_string )
- através de variáveis de ambiente ($TWO_TASK em ambientes tipo Unix; %LOCAL% em ambientes Microsoft Windows)[1]
- em arquivos de configuração locais (como do padrão $ORACLE_HOME/network/admin.tnsnames.ora)[2]
- nos serviços de diretório do tipo LDAP